# 陈珮
陈珮（9世纪—？），或作陈佩，唐朝末年将领。
唐僖宗光启二年（886年），僖宗正因军阀混战出奔时，六月，图谋在京城长安另立新君的静难节度使朱玫遣将王行瑜率邠宁、河西军五万屯凤州，陈珮时任扈跸都将，与保銮都将李鋋、扈跸都将李茂贞等屯兵大唐峰抵御之。朱玫被平定后，三年（887年）正月，以陈珮为检校尚书右仆射、宣州刺史、宣歙观察使。当时宣州相继为秦彦、赵锽所占，陈珮并未赴任。六月，僖宗回京途中正驻留凤翔时，凤翔节度使李昌符又作乱，李茂贞与陈珮奉诏讨之，后李昌符兵败被杀。
唐昭宗景福二年（893年）三月，因朝议认为时任凤翔节度使李茂贞无视王命，可见武臣难以驾驭，欲用宰相杜让能及亲王掌管禁兵，于是昭宗下诏以捧日都头陈珮、扈跸都头曹诚、耀德都头李鋋、宣威都头孙惟晸为节度使，解军权，都加同平章事为恩典以为取悦。其中陈珮以左军都指挥使、前静江军节度使（其任静江军节度使时间待考）、开府仪同三司、检校司徒、平章事、颍川（缺字，应为封爵）、食邑三千户、实封一百户的身份被任为检校司空、广州刺史、岭南东道节度使。但因四人获任的藩镇都各自被他人所据，故陈珮等四将都未能实际赴任。
此后没有陈珮的记载。